# 밤베르거 자리옮김
밤베르거 자리옮김(영어: Bamberger rearrangement)은 페닐하이드록실아민과 수용성 강산의 반응으로 재배열되어 4-아미노페놀을 생성하는 화학 반응이다. 이 반응은 독일의 화학자 오이겐 밤베르거의 이름을 따서 명명되었다.
|  |

출발 물질인 페닐하이드록실아민은 전형적으로 로듐 또는 아연 촉매를 사용하여 나이트로벤젠을 이동 수소화하여 합성된다.

## 반응 메커니즘
밤베르거 자리옮김의 메커니즘은 N-페닐하이드록실아민의 단일 양성자화 1로부터 시작된다. N-양성자화 2가 선호되지만, 비생산적이다. O-양성자화 3은 나이트레늄 이온 4를 생성할 수 있으며, 이는 친핵체(H2O)와 반응하여 원하는 4-아미노페놀 5를 생성할 수 있다.
|  |

## 같이 보기
- 프리델-크래프츠 반응의 유사 반응들:
  - 호프만-마르티우스 자리옮김
  - 프리스 자리옮김
  - 피셔-헵 자리옮김